# NGC 2920
NGC 2920 é uma galáxia espiral (Sa) localizada na direcção da constelação de Hydra. Possui uma declinação de -20° 51' 33" e uma ascensão recta de 9 horas, 34 minutos e 12,0 segundos.
A galáxia NGC 2920 foi descoberta em 1 de Fevereiro de 1837 por John Herschel.